# Jordan Mickey
Jordan Grayson Mickey (nascut el 9 a Dallas, Texas) és un jugador de bàsquet estatunidenc. Amb 2,03 metres (6 peus i 8 polzades) d'alçària, juga en la posicions d'aler i aler pivot. Pertany a la plantilla dels Boston Celtics de l'NBA, però es troba assignat als Maine Red Claws de la NBA League.
Mickey va jugar dues temporades de bàsquet universitari amb els Tigers de la Universitat Estatal de Louisiana, en les quals va fer de mitjana 14,0 punts, 8,8 rebots i 3,4 taps per partit. El 31 de març de 2015, va declarar el seu elegibilitat per al draft de l'NBA, renunciant al seus dos últims anys universitaris.
El 25 de juny de 2015, va ser seleccionat en la posició número 33 del Draft de l'NBA de 2015 pels Boston Celtics.